# Dobrivoje Marković
Dobrivoje Marković (Teslić, 22 de abril de 1986) es un jugador de balonmano serbio, nacido en Bosnia y Herzegovina, que juega de extremo derecho en el RK Železničar 1949. Es internacional con la selección de balonmano de Serbia.
Con la selección serbia ganó la medalla de plata en el Campeonato Europeo de Balonmano Masculino de 2012 y la medalla de oro en los Juegos Mediterráneos de 2009.
En España es conocido por su paso por el BM Ciudad Encantada.

## Palmarés

### RK Vardar
- Liga de Macedonia de balonmano (2): 2013, 2015
- Copa de Macedonia de balonmano (3): 2012, 2014, 2015
- Liga SEHA (2): 2012, 2014

### RK Zagreb
- Liga de Croacia de balonmano (3): 2016, 2017, 2018
- Copa de Croacia de balonmano (3): 2016, 2017, 2018

## Clubes
- RK Jugović
- Cuenca 2016
- RK Vardar (2011-2015)
- RK Zagreb (2015-2018)
- RK Železničar 1949 (2018- )